# 中华人民共和国驻外外交人员法
《中华人民共和国驻外外交人员法》是一部中华人民共和国法律，该法律于2009年10月31日在第十一届全国人民代表大会常务委员会通过，并于2010年1月1日起施行。

## 立法缘由
《中华人民共和国驻外外交人员法》的第一条是“为了建设高素质的驻外外交人员队伍，保证驻外外交机构依法履行职责，规范驻外外交人员的管理，保障驻外外交人员的合法权益，根据宪法和公务员法，制定本法。”

## 实施
《中华人民共和国驻外外交人员法》的最后一条是“本法自2010年1月1日起施行。”